# Aerdt
Aerdt is een dorp in de gemeente Zevenaar, in de Nederlandse provincie Gelderland. Het dorp ligt ten oosten van de buurtschap Aerdenburg en ten westen van Herwen. Het inwoneraantal ligt rond de 790 inwoners.
Aerdt bestaat voornamelijk uit vrijstaande huizen. De centrale straat is de Schoolstraat. Ten noorden van het dorp ligt de Jezuïetenwaai, en ten noordoosten van Aerdt ligt de Duits-Nederlandse grens. Het Huis Aerdt ligt ten westen van de plaats Herwen.

## Geschiedenis
Aerdt is een oud dijkdorp, want vroeger boog de Rijn bij Lobith af naar het noorden en stroomde dan langs Aerdt. 
Tot 1984 vormde Aerdt, samen met Herwen, de gemeente Herwen en Aerdt. Daarna behoorde het dorp tot 2018 tot de gemeente Rijnwaarden.
De dorpskerk, uit de 13e eeuw, is niet meer als zodanig in gebruik: het is een populaire trouwlocatie.

## Geboren
- Louis François Joseph Maria van Voorst tot Voorst (1870-1939), politicus

## Zie ook

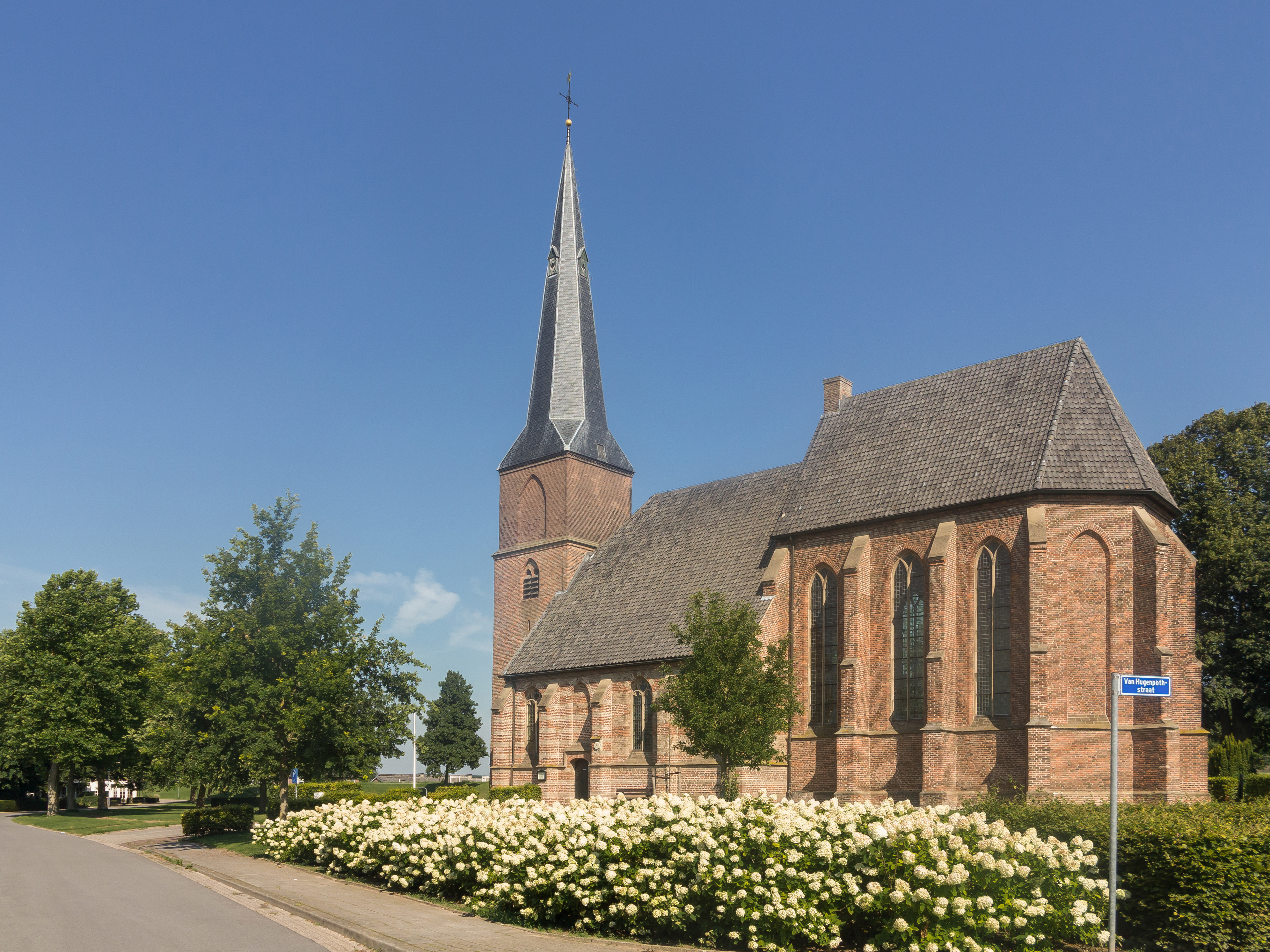
Nederlands Hervormde kerk